# Nikołowo (obwód Chaskowo)
Nikołowo (bułg. Николово) – wieś w południowej Bułgarii, obwód Chaskowo, gmina Chaskowo. Według danych Narodowego Instytutu Statystycznego, 31 grudnia 2011 roku wieś liczyła 238 mieszkańców.